# Castlevania II: Belmont's Revenge
Castlevania II: Belmont's Revenge (ドラキュラ伝説II?, Dracula Densetsu II, La leggenda di Dracula II) è un videogioco a piattaforme pubblicato nel 1991 da Konami. Secondo gioco della serie Castlevania per Game Boy, è il sequel di Castlevania: The Adventure. Nel 2000 è stato convertito per Game Boy Color. Il gioco (insieme alla versione Super Game Boy) è incluso nella Castlevania Anniversary Collection, rilasciata il 16 maggio 2019 per Nintendo Switch, PlayStation 4, Xbox One e Microsoft Windows.

## Trama
Castlevania: The Adventure termina con la presunta sconfitta di Dracula, da parte di Christopher Belmont, che ha avuto un figlio, Soleiyu. Nel 1591, 15 anni dopo le imprese di suo padre, Soleiyu ha completato l'addestramento per maneggiare la frusta Ammazzavampiri, e si verifica così una festa per celebrare la sua maggiore età, ma lo spirito di Dracula, che appare nella nebbia, lo rapisce per riacquistare la sua forma umana, e per ricostruire il suo castello, il Castlevania. Inorridito dalla scomparsa di suo figlio, Christopher parte per un viaggio per cercarlo e salvarlo, e dopo aver attraversato quattro castelli, sconfiggendo i guardiani di ciascuno di essi, entra nel castello di Dracula, che è riapparso. Lì, trova Soleiyu, ma scopre che è stato posseduto da Dracula, ed è costretto ad affrontarlo in battaglia, in cui lo sconfigge. Soleiyu si riprende e avverte suo padre di Dracula. Christopher affronta il conte e lo sconfigge per la seconda volta, e dopo ciò, padre e figlio scappano dal castello prima della sua distruzione.

## Modalità di gioco
A differenza del precedente capitolo, sono presenti le armi secondarie tipiche della serie (come le asce e le boccette di acqua santa), e i power-up a forma di cuore tornano alla loro funzione principale, ovvero quella di ottenere armi e altri oggetti.